# Teresjanów
Teresjanów – dawny majątek. Tereny, na których był położony, leżą obecnie na Białorusi, w obwodzie grodzieńskim, w rejonie oszmiańskim, w sielsowiecie Holszany.

## Historia
W czasach zaborów folwark w gminie Holszany, w powiecie oszmiańskim, w guberni wileńskiej Imperium Rosyjskiego. W 1866 roku własność Tabeńskich
W latach 1921–1945 folwark a następnie majątek leżał w Polsce, w województwie wileńskim, w powiecie oszmiańskim, w gminie Holszany.
W 1931 w 4 domach zamieszkiwały 33 osoby.
Wierni należeli do parafii rzymskokatolickiej i prawosławnej w Bohdanowie. Miejscowość podlegała pod Sąd Grodzki w Holszanach i Okręgowy w Wilnie; właściwy urząd pocztowy mieścił się w Bohdanowie.